# قليل النوكليوتيد
قليل النوكليوتيد هو حزيء دنا أو رنا قصير، قليل القسيمات، وله استخدامات واسعة في الاختبار الجيني، البحث، والطب الشرعي. تتم صناعته عادة في المختبر بتواسطة التصنيع الكيميائي بالطور الصلب، يمكن لهذه الأجزاء الصغيرة من الأحماض النووية أن تُصنع كجزيء منفرد السلسلة بأي تسلسل يطلبه المستعمل، وهي أساسية لعمليات: التخليق الاصطناعي للجينات، تفاعل البوليميراز المتسلسل (PCR)، تحديد تسلسل الدنا وكذلك لكونها جزيئات سبر، طبيعيا توجد قليلات النوكليوتيد كجزيئات رنا صغيرة تعمل على تعديل التعبير الجيني (مثل: الرنا الميكروي) أو كتحلُلات وسيطة ناتجة عن تفكك جزيئات أحماض نووية أكبر.
يمتاز قليل النوكليوتيد بتسلسل النوكليوتيدات المكونة له، وطول قليل النوكليوتيد عادة ما تضاف له اللاحقة «مر» "-mer" (من الكلمة الإغريقية "meros" وتعني جزء). على سبيل المثال يسمى قليل نوكليوتيد مكون من 6 نوكليوتيدات هيكسمر في حين يسمى واحد بـ25 نوكليوتيدة «25-مر». ترتبط قليلات النوكليوتيد بسهولة بطريقة محددة مع قليلات نوكليتيد مكملة سواء دنا أو رنا لتشكيل بنيات مزدوجة -وفي مرات غير متواترة- هجائن من صنف أعلى. تعمل هذه الخاصية الأساسية كأساس في استخدام قليلات النوكلوتيد كمسابير للكشف عن الدنا أو الرنا، ومن الأمثلة على استخدام قليلات النوكليوتيد: مصفوفات الدنا الدقيقة وصمة ساذرن، تحاليل قليلات النوكليوتيد الخاصة بأليل، التهجين الموضعي المتألق، تفاعل البوليميراز المتسلسل، وتخليق الجينات الصناعية، كما أنه لا غنى عن قليلات النوكليوتيد في العلاج بمضادات التحسيس.
قليلات النوكليوتيد المكونة من 2- ريبونوكليوتيد منقوص الأكسجين (قليلات الريبونوكليوتيد منقوص الأكسجين) هي قطع من الدنا وتستخدم غالبا في تفاعل البوليميراز المتسلسل وهو عملية يمكنها تكثيف أي كمية من الدنا تقريبا بشكل كبير. يشار هناك إلى قليلات النوكليوتيد بالمشرع وهو ما يسمح لبوليميراز الدنا بتطويل قليل النوكليوتيد وإنتاج سلسلة مكملة له.